# Тупеєво
Тупе́єво (рос. Тупеево, башк. Тыпый) — село у складі Ілішевського району Башкортостану, Росія. Входить до складу Урметовської сільської ради.
Населення — 415 осіб (2010; 506 у 2002).
Національний склад:
- башкири — 92 %

У селі народився татарський письменник Поварісов Суфіян Шамсутдінович (1924-2016).